# مستشفى يسرائيلتا ألبرت أينشتاين
مستشفى يسرائيلتا ألبرت أينشتاين (بالبرتغالية: Hospital Israelita Albert Einstein‏) هو مستشفى برازيلي، تقع في منطقة مورومبي، على الجانب الجنوبي من ساو باولو. يعتبر أفضل مستشفى في أمريكا اللاتينية ومن بين أفضل 50 مستشفى في العالم.

## وصلات خارجية
- الموقع الرسمي (بالإنجليزية)